# ستيف بوتينغ
ستيف بوتينغ هو راكب الكنو كندي، ولد في 5 ديسمبر 1959.

## وصلات خارجية
- ستيف بوتينغ على موقع أوليمبيديا (الإنجليزية)